# Пронятин
Проня́тин — віддалений житловий мікрорайон міста Тернополя. У 1985 році Пронятин приєднано до Тернополя, до того — село підпорядковувалося Великоглибочецькій сільській раді Тернопільського району. Розташоване на правому березі річки Серету.

## Назва
Назва походить, імовірно, від прізвища першопоселенця — Проня; за іншими переказами — від теребовлянського воєводи Пронятича (Пронята), який обороняв село від татар.

## Історія
Поблизу села виявлено археологічні пам'ятки середнього і пізнього палеоліту, бронзової доби, черняхівської культури.
Відоме від 1-ї половини XVI ст., як власність братів Чистилівських.
31 січня 1522 року Вацлав Баворовський отримав за службу від короля Сигізмунда І Старого (1467—1548) як довічний дар обидва береги річки Серет у селах Петриків і Пронятин для того, щоби створити водойму для вирощування риби. 5 квітня 1540 року Ян Амор Тарновський отримав від короля локаційний привілей на заснування міста (нині Тернопіль) на місці, званому Сопільче. 6 лютого 1545 року король примусив В. Баворовського замість кількох сіл на Скалатщині відступити Я. А. Тарновському отримані раніше береги Серету для спорудження ставу на річці. Ймовірно, В. Баворовський відступив с. Петриків, а брати Чистилівські — також Кутківці та Пронятин. 26 серпня 1547 року Я. А. Тарновський із сином Яном Кшиштофом отримав село від короля у довічне володіння. Щоб убезпечити Тарнополь (Тернопіль) від татарських нападів, Я. А. Тарновський 16 травня 1548 року домігся від короля дозволу на утворення біля Пронятина (за іншими даними, біля Кутківців) ставу на Сереті, тобто на місці, де він і нині.
15 січня 1569 року на з'їзді шляхти в Любліні князь Януш Острозький отримав правом доживоття села Пронятин, Кутківці та Петриків у Теребовельському повіті.
У XVII ст. село неодноразово зазнавало руйнувань від турецько-татарських набігів. Про поселення є згадка в «Люстрації Львівського воєводства 1661—1665».
У 1740-х роках — власність інфляндського стольника, підполковника піхоти Георга (Єжи) Гондорфа (пол. Jerzy Hondorf або Hondorff, гербу Набрам коменданта Станиславівської та Львівської твердинь, мав прихильне ставлення коронного гетьмана Юзефа Потоцького), який 19 листопада 1743 року за дозволом короля Августа ІІІ передав права доживоття на село (також на Кутківці) познанському воєводі, коронному гетьману Юзефові Потоцькому. 7 лютого 1762 року у Варшаві своїм рішенням король Август ІІІ поширив права на село (також на Кутківці) лежайському старості Юзефові Потоцькому і його дружині Тересі з Оссолінських. У 1771 році Пронятин був центром негродового Пронятинського староства, до складу якого входили Пронятин і Кутківці з прилеглостями. Посідачами староства були Юзеф Потоцький та його дружина Тереза з Оссолінських.
14 серпня 1776 року Пронятин австрійський уряд за 20500 злотих продав Янові Орловському. Згодом село належало Туркуллові та Мерові. У 1890-х роках маєток у Пронятині — власність Якуба Галля.
В УГА воювали Пилип Гайда, О. Піндьох та інші. Діяли філії товариств «Просвіта» «Сокіл» та інші, кооператива, хор. 24 квітня 1930 під час так званої пацифікації каральна експедиція розгромила кооперативу «Єдність», а 30 вересня кількох осіб заарештували, багатьох жителів побили.
У 1935 році в селі було 20 безробітних. Протягом 1934—1939 років Пронятин належав до ґміни Глибочок Великий (нині с. Великий Глибочок Тернопільського району).
Під німецько-нацистською окупацією Пронятин перебував від 2 липня 1941 р. до 23 березня 1944 р.
Під час німецько-радянської війни в Червоній армії загинули або пропали безвісти 33 уродженці Пронятина. В ОУН і УПА перебували, загинули, репресовані, симпатики цих об'єднань — понад 20 осіб, зокрема Олекса та Петро Жуки, Богдан, Омелян і Ярослав Щербаті. 6 січня 1945 в селі відбувся бій між близько 20 працівниками НКДБ і 4-ма повстанцями; загинуло 3 енкаведисти. 1 березня 1945 в селі знищено 6 сексотів. 20 квітня 1945 року енкаведистами було проведено облаву.
У лютому 1952 року поблизу Пронятина надрайоновий провідник ОУН Станіслав Рибак («Чалий») довів завдання крайового провідника ОУН «Поділля» Василя Бея («Улас») щодо знищення партійного керівництва області на першотравневому мітингові в Тернополі. Зброю складували в Пронятині, а потім переправили її до Тернополя в костел (що був на місці нинішнього ЦУМу), звідки підпільники мали обстріляти трибуну навпроти кінотеатру «Перемога» під час виступів керівників обкому КПУ. План не вдалося реалізувати через загибель 23 квітня 1952 членів Крайового Проводу ОУН та боївки, що базувалася на х. Чагарі поблизу с. Біла (нині Тернопільського району).

## Релігія
У мікрорайоні «Пронятин» функціонує дві церкви: церква Преображення Господа Нашого Ісуса Христа, а також церква Архістратига Михаїла.

## Пам'ятки
На схід від села є Лісове урочище «Пронятин», що є частиною регіонального ландшафтного парку «Загребелля». На північ за Серетом — Чистилівський орнітологічний заказник.

## Пам'ятники
Споруджено пам'ятник полеглим у німецько-радянській війні воїнам-односельцям (1985, архітектори М. Наконечний, І. Маркевич).
Встановлено пам'ятний хрест на честь скасування панщини (друга половина XIX ст., відновлений 2011).
Є фігура Матері Божої з Ісусом (1879) та хрест з барельєфами святих (1873).
Насипана символічна могила Борцям за волю України, є поховання воїнів Червоної армії (1944).

## Вулиці
У мікрорайоні розташовані вулиці:
- Вербова
- Глибочанська
- Зарічна
- Калинова
- Медобірна
- Мирна
- Низинна
- Проектна
- Хутірська

## Транспорт

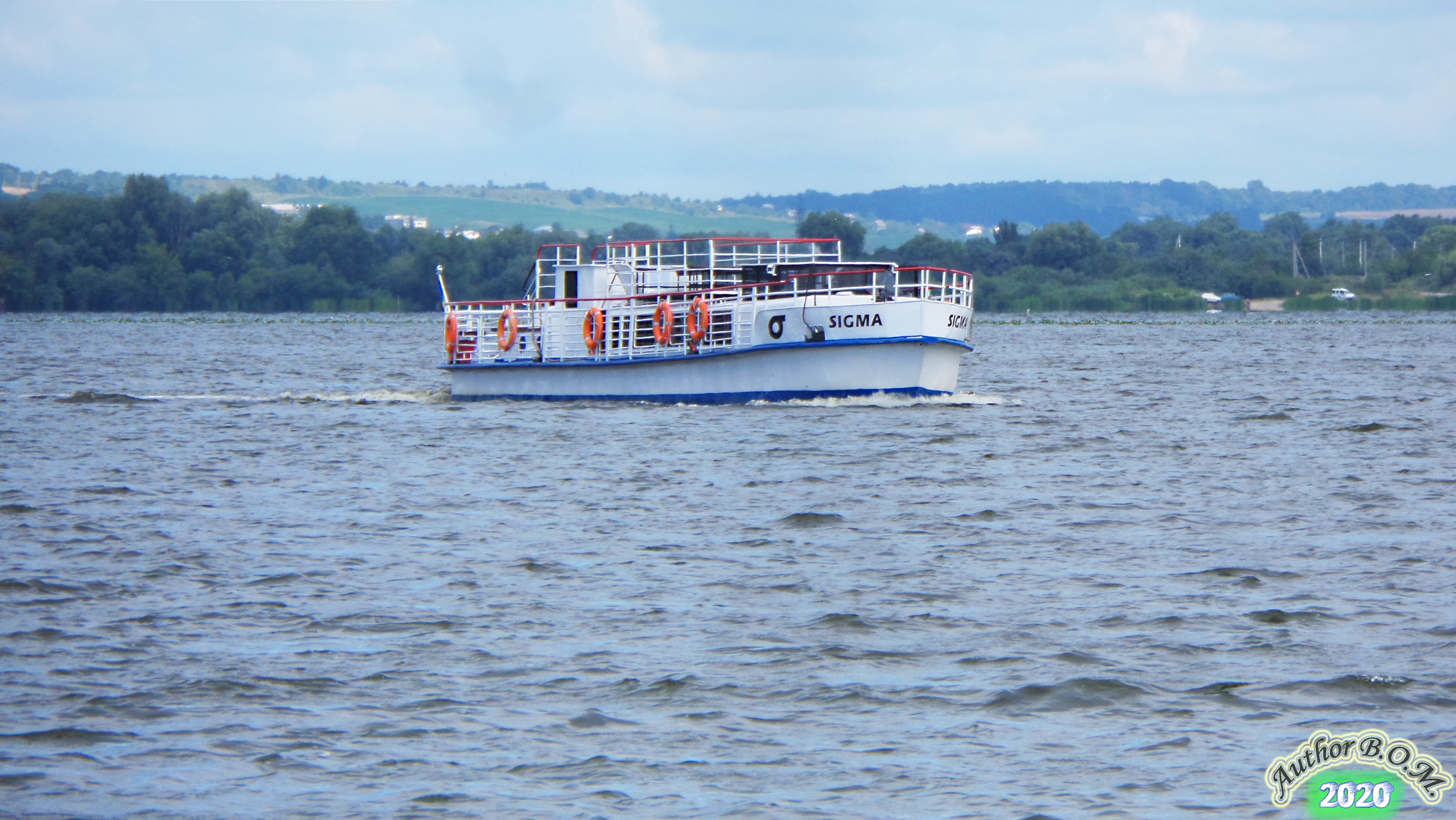
Теплохід "Сігма" - як сезонний вид транспорту

Серед наземного транспорту до мікрорайону наразі курсує лише комунальний автобус №23 (мікрорайон Пронятин — Центральний ринок). Також водними шляхами до Пронятина може здійснювати прогулянкові рейси новопридбаний тернопільський теплохід «Сігма».

## Господарство
Після приходу більшовиків у 1940 створена сільськогосподарська артіль. У 1947 р. створено колгосп; згодом реорганізований.

## Соціальна сфера
Від 1866 року діяла однокласна школа. У 1932 функціонували дві однокласні школи — в селі й на хуторі Анастасіївка (всього навчалося 46 дітей). Нині діє загальноосвітня школа № 30.
Є Будинок культури, навчально-тренувальна спортивна база ФК «Тернопіль», крамниці.
Поблизу села розташовані веслувально-судохідний канал, т. зв. «Дальній пляж» — місце літнього відпочинку тернополян та міська рятувально-водолазна станція.

## Населення
У 1857 році в селі проживало 429 осіб, у 1880 — 651 особа, з них 39 — у поміщицькому маєткові.
У 1921 — 804 особи (з них 424 жінки)

## Відомі люди

### Народилися
- Гайда Пилип 1892—1989 — український галицький громадський діяч, педагог, вояк УГА.
- Богдан Ваврів (1916—1948) — діяч ОУН.[7]
- Теодор Ваврів (1923—1945) — діяч ОУН.[8]
- Петро Жук (1928—2007) — діяч ОУН.[9]
- Іван Медвідь (1919—1941) — діяч ОУН.[10]

### Перебували
Перебував письменник та громадський діяч Іван Франко (1856—1916), археологічні дослідження проводив Олександр Ситник.

## Книги про село
У 2011 році вийшов історико-краєзнавчий нарис Ганни Журавель про село Пронятин.